# كاميلي ماثر
كاميلي ماثر (بالإنجليزية: Camille Mildred Mather)‏ (و. 1912 – 2008 م) هي سياسية، من كندا، ولدت في فكتوريا ، كولومبيا البريطانية، توفيت في سوري، كولومبيا البريطانية، عن عمر يناهز 96 عاماً.